# (212723) Klitschko
(212723) Klitschko ist ein Asteroid des Hauptgürtels. Er umkreist bei einem mittleren Abstand von 2,42 AE in etwa 3,75 Jahren die Sonne und weist eine absolute Helligkeit von 17,0 mag auf. 
Der  Asteroid hat eine Umlaufbahn mit einer Exzentrizität von 0,146 und einer Bahnneigung von 3,06° gegenüber der Ekliptik. Den sonnennächsten Punkt seiner Umlaufbahn (Perihel) hat (212723) Klitschko bei 2,068 AE, den sonnenfernsten Punkt (Aphel) bei 2,772 AE.

## Entdeckung und Namensgebung
Der Himmelskörper wurde am 14. September 2007 am 60-cm-Cassegrain-Teleskop des Astronomischen Observatorium Andruschiwka in Haltschyn (IAU-Code A50), Ukraine entdeckt und erhielt am 4. Oktober 2009 zu Ehren der ukrainischen Brüder Vitali und Wladimir Klitschko den Namen Klitschko.